# NGC 7416
NGC 7416 est une galaxie spirale barrée de grand style située dans la constellation du Verseau. Sa vitesse par rapport au fond diffus cosmologique est de 2 499 ± 25 km/s, ce qui correspond à une distance de Hubble de 36,9 ± 2,6 Mpc (∼120 millions d'al). NGC 7416 a été découverte par l'astronome allemand Albert Marth en 1864.
La classe de luminosité de NGC 7416 est II et elle présente une large raie HI. Elle renferme également des régions d'hydrogène ionisé. Selon la base de données Simbad, NGC 7416 est une galaxie active de type Seyfert 2.
À ce jour, 16 mesures non basées sur le décalage vers le rouge (redshift) donnent une distance de 29,444 ± 4,726 Mpc (∼96 millions d'al), ce qui est tout juste à l'extérieur des valeurs de la distance de Hubble. Notons cependant que c'est avec la valeur moyenne des mesures indépendantes, lorsqu'elles existent, que la base de données NASA/IPAC calcule le diamètre d'une galaxie et qu'en conséquence le diamètre de NGC 7416 pourrait être d'environ 35,5 kpc (∼116 000 al) si on utilisait la distance de Hubble pour le calculer.  

## Groupe de NGC 7421

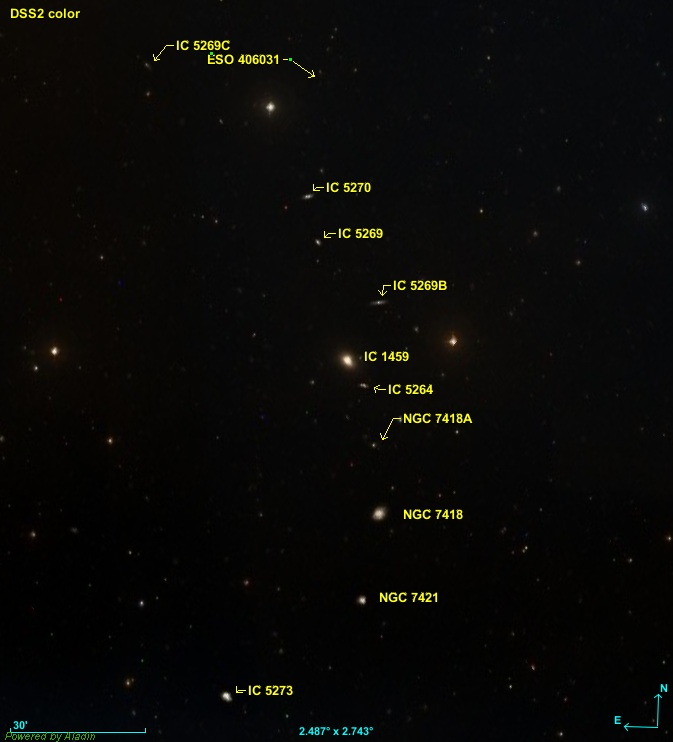
Un arc de cercle de galaxies dans la constellation de la Grue.

Selon un article publié en juin 1982, NGC 7416 fait partie du groupe de NGC 7421 (HG82 15). Il s'agit d'une erreur car les galaxies de ce groupe se trouvent dans la constellation de la Grue.